# Кричевский замок
Кричевский замок (бел. Крычаўскі замак) — укреплённое поселение на берегу реки Сож. Существовал с конца XII — до конца XVIII веков, являлся центром города Кричева.

## История

### Древнерусский детинец
В конце XII — начале XIII веков в Кричеве (тогдашнем Кречуте) на берегу Сожа при впадении в неё реки Кричевки, на месте неукреплённого поселения (существовало в XI — начале XII веков) начинается строительство нового укреплённого центра (городище «Замковая гора»). Замковая гора оставалась центром города до конца XVIII века.
Письменные сведения о планировке замка в XII — начале XVII веков отсутствуют. Но во время археологических исследований 1974 и 1976 годов Михаил Ткачёв зафиксировал в слоях XII—XIII веков на южной стороне Замковой горы остатки строений, которые размещались вдоль трассы вала. Также по археологическим источникам известно, что в XIII веке на 3,5 метра был увеличен оборонительный вал.
Сегодня на месте кричевского детинца округлое городище общей площадью 0,5 га. С напольной стороны сохранились следы вала и ров. Кречут относился к Смоленскому княжеству и был впервые упомянут в грамоте смоленского князя Ростислава Мстиславича в 1136 году. Неукреплённый посад располагался к юго-востоку на Спасской горе. Культурный слой городища сильно перемешан и содержит отложения милоградской культуры, а также древнерусской эпохи. Среди находок — древнерусская гончарная керамика, оружие, предметы быта, найдены остатки сгоревшего дома XIII века.

### XV—XVI века

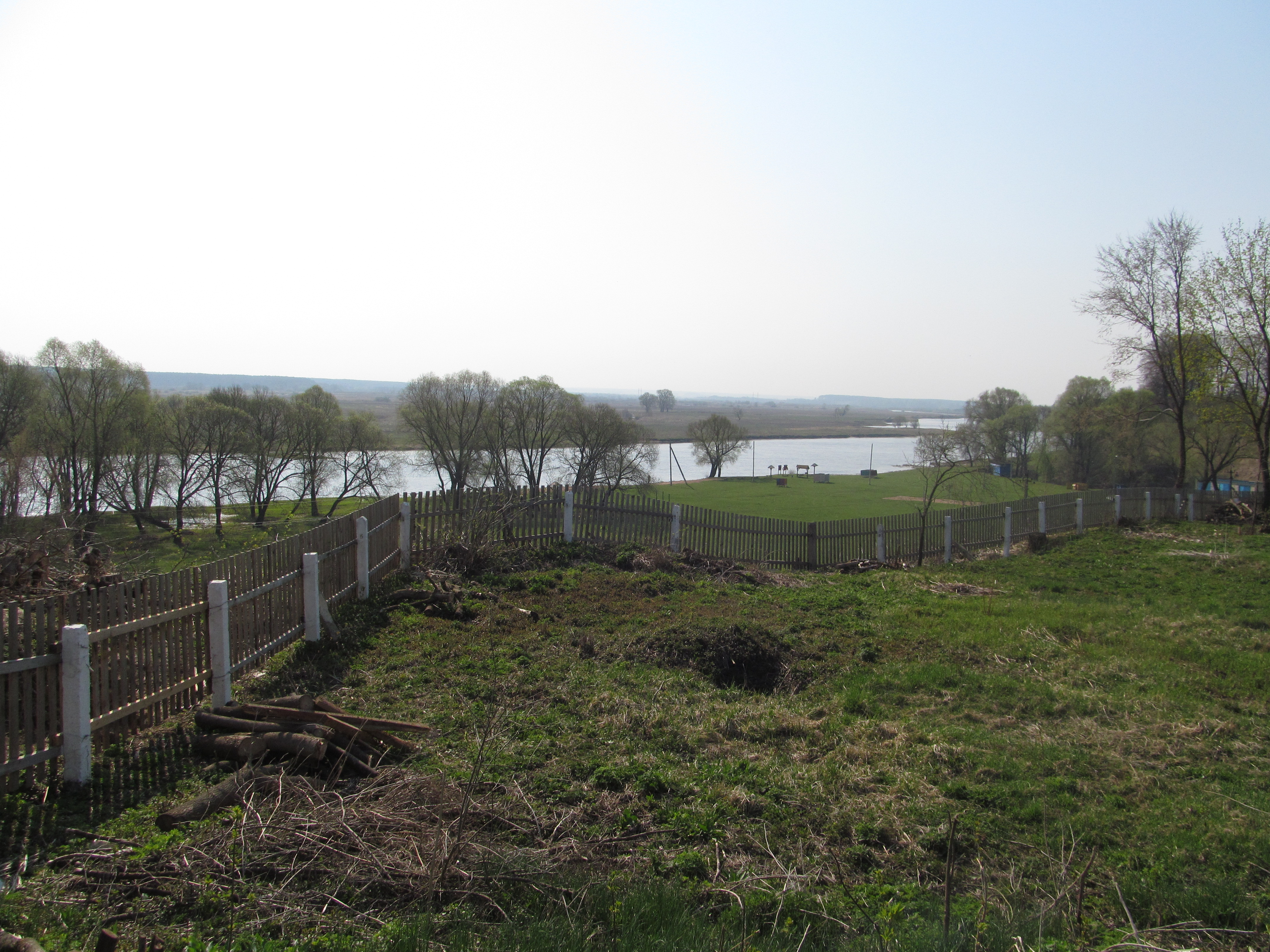
Северо-восточная сторона замковой горы, виден городской пляж

Между XIII и XIV веками в силу неизвестных причин были сожжены деревянные оборонительные укрепления замка.
В 1359 году Кричев вместе с другими городами Мстиславского княжества был захвачен Ольгердом и присоединён к Великому княжеству Литовскому.
Предположительно город мог посещать Витовт, исходя из того, что в замке в 1581 году упоминается «Витовтов погреб».
В результате русско-литовских войн конца XV века граница Великого княжества Литовского и Русского государства стала проходить в непосредственной близости от Кричева. Поэтому многие последующие войны Литвы с Россией проходили в том числе и в окрестностях Кричева.
В начале века неоднократно подвергался осадам (1507, 1508, 1514, 1535). Бернард Ваповский свидетельствует, что осенью 1507 года войска великого князя Василия III осадили и пробовали взять замки кричевский и мстиславский. Король Сигизмунд I послал осаждённым на помощь воевод и русские войска отступили. В 1514 году русские войска ненадолго овладели городом, уйдя отсюда после битвы под Оршей. Во время январского похода 1535 года город Кричев и замок были московскими войсками сожжены.

### XVII век
Во время антифеодальной войны 1648—1654 годов кричевский замок дважды (1648 и 1651 годы) выдерживал осады казаков и восставших крестьян. Организатором обороны был сам кричевский староста Николай Стефан Пац, проявивший мужество при обороне и после вложивший 20 000 злотых собственных денег на восстановление замка.
Во время русско-польской войны 1654—1667 годов русские войска осаждали Кричев и несколько раз шли на штурм. Кричевский замок так был охарактеризован русским командованием: «Город Кричев крепок, стоит на осыпи высокой, и ров глубок, и въезд и выезд один, а пищалей затинных и винтовочных в городе много». Горожане отчаянно оборонялись, но когда до них дошли известия, что уже пали Горы-Горки, Орша, Дубровно, Смоленск, Мстиславль, Могилёв и помощи ждать неоткуда, мещане впустили русские войска. К этому времени в городе уже начался голод. Царь Алексей Михайлович выдал кричевской шляхте и мещанам грамоты по которым за ними сохранялись их права, имущество и привилегии. Тем не менее русские войска выгнали всех из замка, а через два месяца отряд казаков Золоторенко, которому царь отдал Кричев, сжёг замок со всем имуществом. После войны город начал быстро возрождаться и в марте 1664 года король Ян Казимир остался доволен состоянием замковых укреплений.
Начиная со второй половины XVII века, появляются письменные источники с описанием кричевского замка в виде инвентарных описаний Кричева. Первый сохранившийся инвентарь относится к 1673 году. По нему в замке имеется двухэтажное здание и несколько жилых и хозяйственных построек. В инвентаре 1682 года уже отмечена церковь Святого Николая, расположенная слева от входа, а также несколько новых построек, в том числе цейхгауз. В инвентаре 1694 года появляется строение для стрелков и тюрьма. Отмечено также, что у церкви есть звонница и указано наличие в замке старого колодца. В 1988 году во время раскопок были найдены остатки колодца.
В 1696 году в Кричеве была расквартирована хоругвь хорунжего Великого княжества Литовского Григория Огинского, которая начала заниматься в городе разбоем. 8 ноября началось совместное вооружённое восстание горожан и крестьян староства. Жители заняли замок и захватили пушки из которых обстреляли хоругвь. Начался жестокий бой в результате которого хоругвь была разбита, уцелевшие воины бежали из города.

### XVIII век

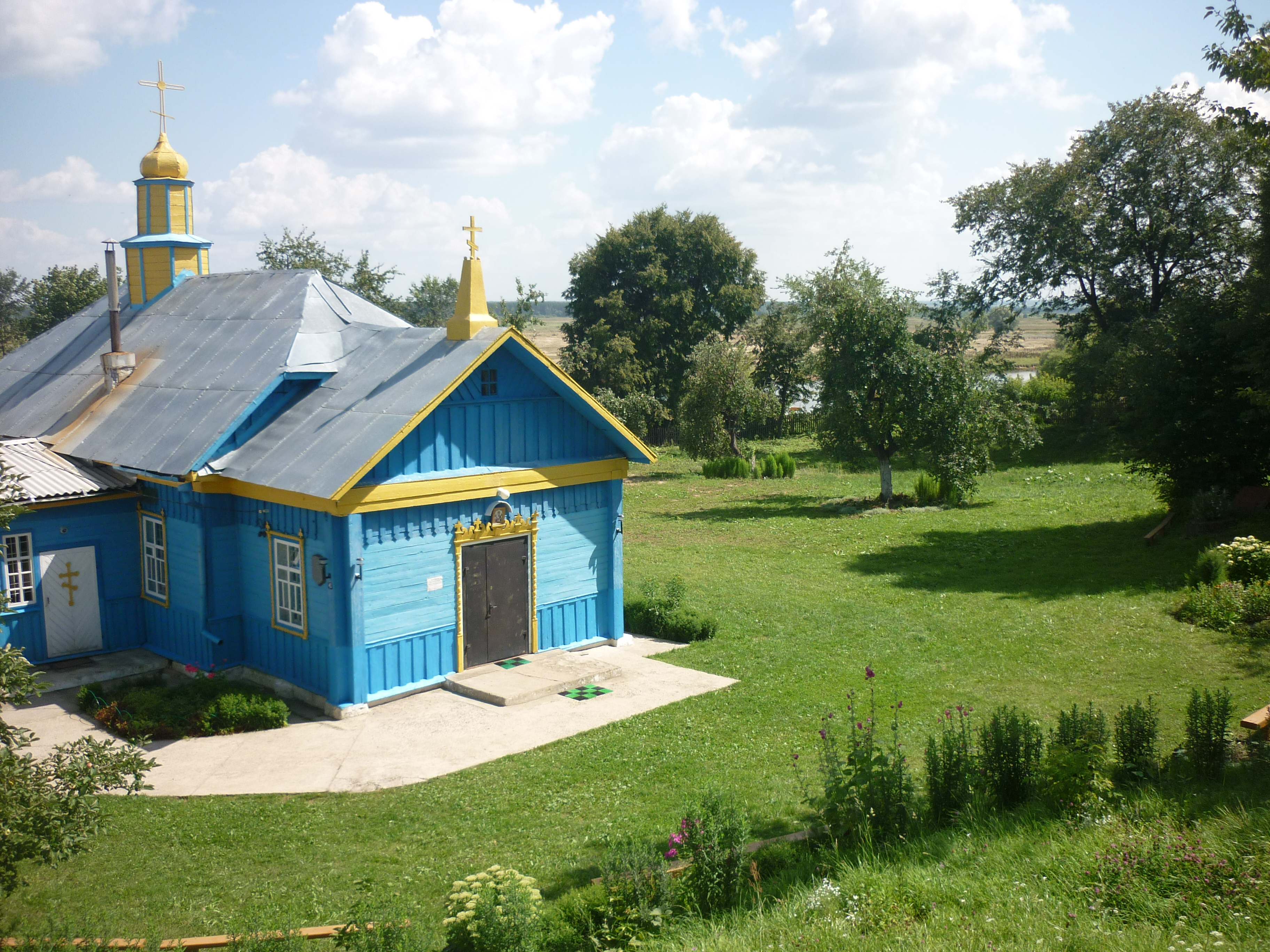
Свято-Николаевская церковь

Большие разорения принесла Северная война (1700—1721), особенно компания 1708—1709 годов, тогда боевые действия между русскими и шведскими войсками проходили на восточных землях Речи Посполитой. Инвентарь 1709 года отмечает уцелевшую церковь и тюрьму, все остальные постройки подверглись разрушениям. Согласно инвентарю 1720 года в замке кроме церкви, цейхгауза и нескольких отремонтированных строений, появилась новая кухня. В инвентаре 1727 года говорится о новом двухэтажном здании для губернатора и ещё одном двухэтажном здании уже для хранения зерна.
В 1731 году Иероним Радзивилл передал Кричевское староство в аренду своему казначею Гдалию Ицковичу, который непомерно увеличил налоги. Начались волнения крестьян. Иероним Радзивилл несколько раз передавал управление староством разным людям, но это никак не улучшало ситуацию, наоборот восстание только разрасталось. Во главе восстания встал Василий Ващила, войт деревни Селище. В конце концов Радзивилл собрал войско, которое 15 января 1744 года вошло в город и заняло замок. 18 января повстанцы так же вошли в город, к ним также присоединились горожане, они обстреляли замок из пушек и пошли на штурм. Повстанцы были разбиты и выбиты из города, восстание было жестоко подавлено.
Инвентарь 1747 года отмечает, что резиденция губернатора теперь одноэтажная. В последующих инвентарях нет ничего нового, лишь в инвентаре 1756 года сказано, что в замок из города перенесена конюшня.
В 1772 году происходит первый раздел Речи Посполитой и Кричев вошёл в состав Российской империи. Если раньше замок был форпостом литовцев на границе с Русским государством, то теперь необходимость в нём отпадает — замок приходит в запустение и постепенно разрушается. Небольшой замок, окруженный палисадом и рвом, ещё стоял в Кричеве в 1780 году, но после этого кричевские укрепления в документах больше не упоминаются.

### Современное состояние

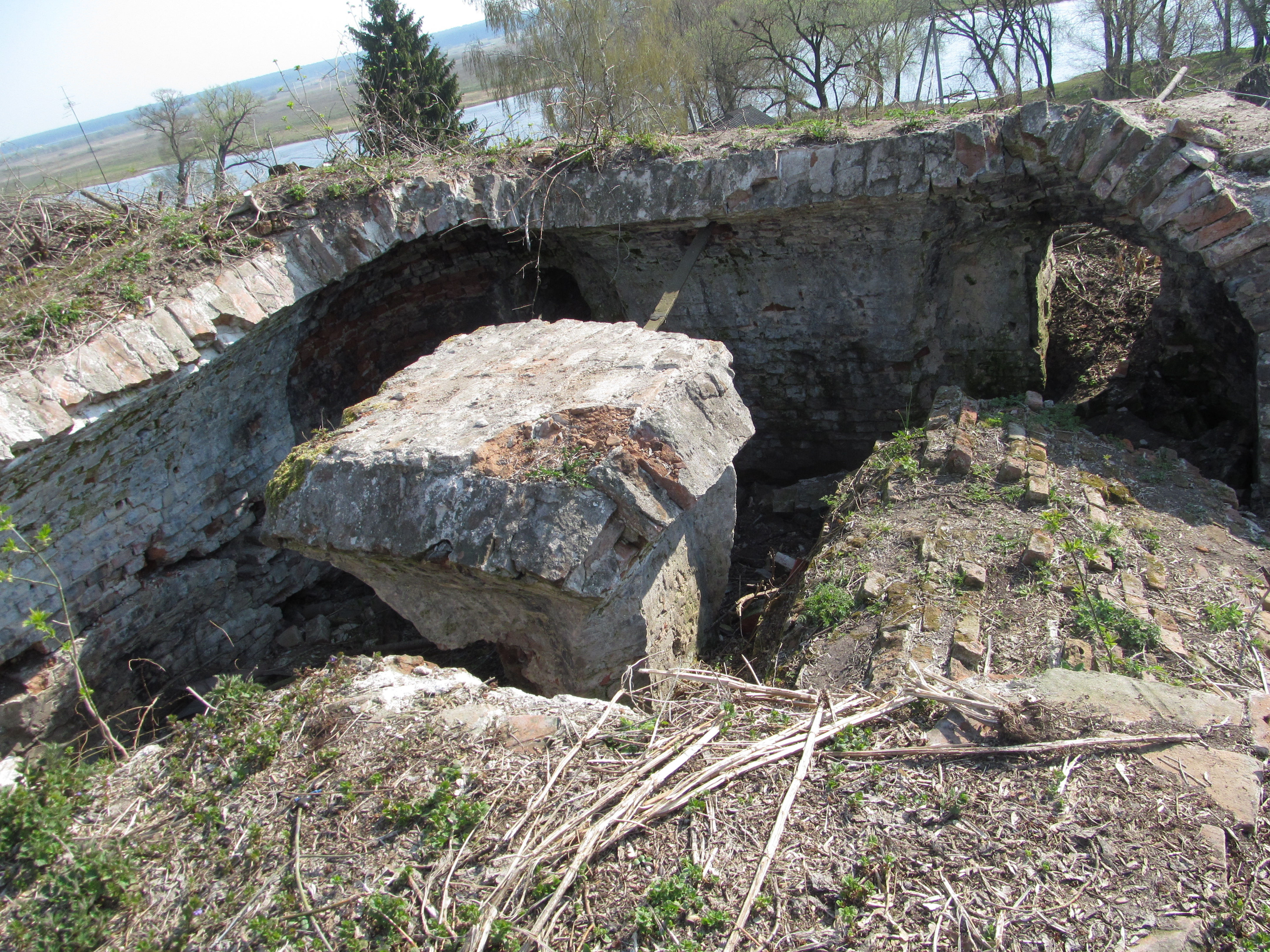
Остатки укреплений

Замок не сохранился, но само городище в довольно хорошем состоянии. На горе находится Свято-Николаевская церковь, 50 последних лет в которой служил отец Михаил Маковцов. Так же на замчище расположено несколько жилых и хозяйственных построек, колокольня, а в северо-восточной части остатки неких укреплений. В конце сентября 2015 года при осмотре руин археолог Игорь Марзалюк предположил, что это ледник (помещение для хранения запасов продовольствия) XVIII века, но более точно можно будет сказать только после археологических исследований объекта.